# Twista
Carl Terrel Mitchel, född 27 november 1973 i Chicago Illinois, USA, även känd som Twista, en av världens snabbaste rappare. Hans första namn var Tung Twista och använde det tills han blev 19 år. Efteråt började han kalla sig Twista som är hans artistnamn. 
Han föddes på västra delen av förorten Twin Towers K-Town. 
Innan han blev rappare, hade Twista olika och varierande arbeten såsom på en metallfabrik, restaurangbiträde på McDonald's, i en frisersalong och säljare i en skoaffär. 
Twista har dessutom haft konflikter med rapgruppen Bone Thugs N Harmony och deras ledare Krayzie Bone.
Mitchel gjorde låten From Da Tip of My Tongue som är känd för att bli den snabbaste raplåten, och han blev inskriven i Guinness Rekordbok som världens snabbaste rappare för hans första skiva "Runnin' off At da Mouth", utgiven 1991.

## Diskografi

### Soloalbum
- 1992: Runnin' Off at da Mouth
- 1994: Resurrection
- 1997: Adrenaline Rush
- 1999: Legit Ballin'
- 2004: Kamikaze
- 2005: The Day After
- 2007: Adrenaline Rush 2007
- 2009: Category F5
- 2017: Crook County

### Album med Speedknot Mobstaz
- 1998: Mobstability
- 2008: Mobstability II: Nation Business